# Adamsville (Rhode Island)
Adamsville ist ein historisches Dorf und ein gemeindefreies Gebiet bei Little Compton im Newport County in Rhode Island, USA. Es wurde erstmals 1675 zur Zeit des King Philip’s War besiedelt und nach dem zweiten Präsidenten der Vereinigten Staaten, John Adams, benannt.

## Geschichte und Gebäude

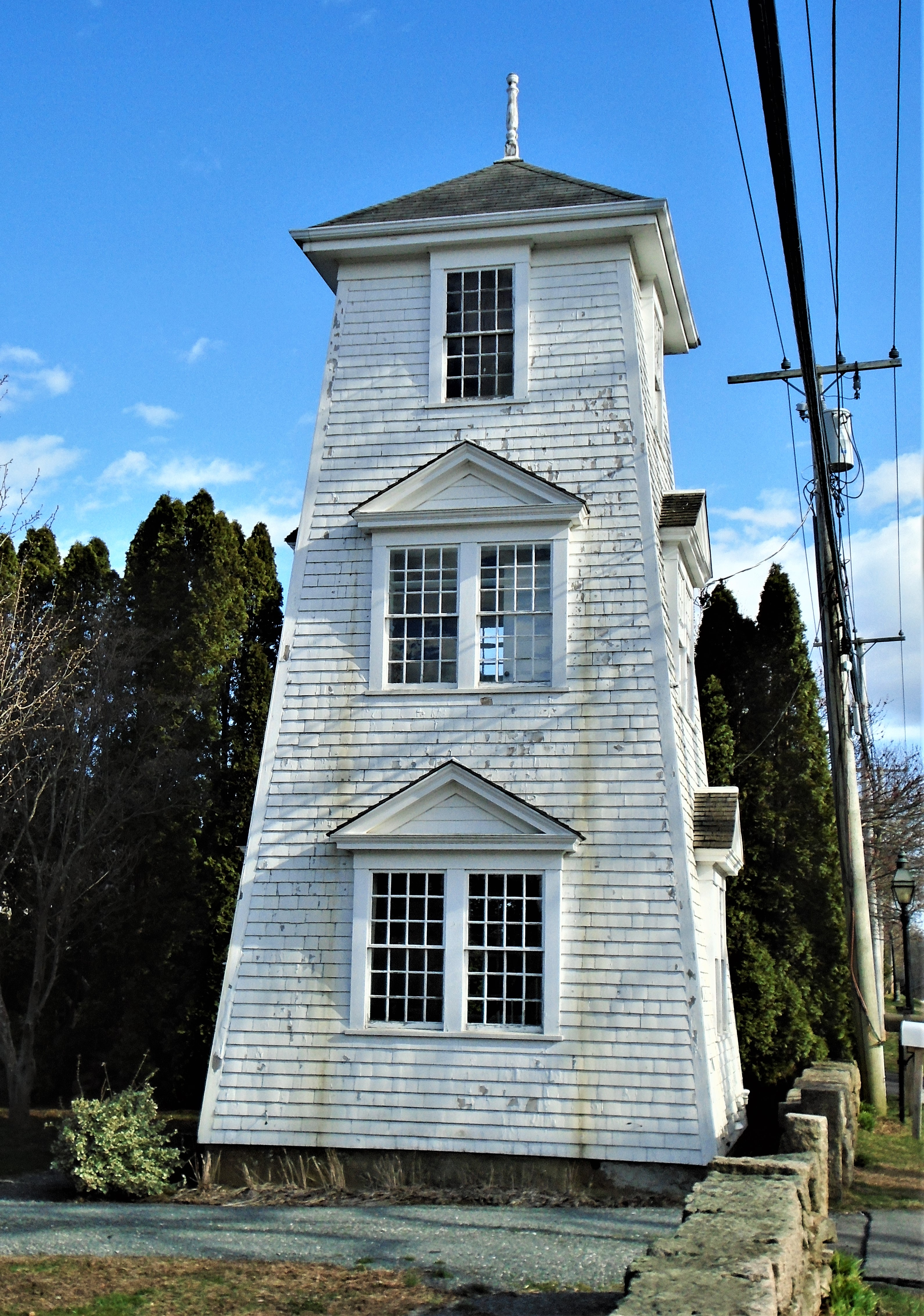
Der Spite Tower (Trotzturm)

Der Grays General Store in Adamsville wurde 1788 erbaut. Es war angeblich der älteste in Betrieb von Gemischtwarenläden in den Vereinigten Staaten, bis es 2012 vorübergehend geschlossen wurde, und beherbergte das erste Postamt der Stadt, das 1804 gegründet wurde. Der Laden wurde 2013 wiedereröffnet.
Das nahe gelegene Rhode Island Red Monument wurde 1925 an der Kreuzung von der Adamsville Road, Westport Harbour Road und der Main Street erbaut und ist ein Granitdenkmal für das Rhode Island Red Chicken, den offiziellen Staatsvogel. Dieses Wahrzeichen wurde aus praktischen Gründen in Adamsville aufgestellt – an dieser Ecke war Land gespendet worden, um das Denkmal zu errichten. Der Rhode Island Red wurde ursprünglich näher an der West Main Road außerhalb des Dorfes Adamsville gezüchtet.
Eine weitere Besonderheit der Stadt ist der im Dorf zu findende Spitetower („Trotzturm“). Lokale Überlieferungen behaupten, dass der Turm gebaut wurde, um die Sichtlinie eines Einheimischen zu verdecken. Nach Angaben des Vorbesitzers des Gebäudes wurde der „Trotzturm“ über einem Brunnen errichtet. Es gab eine Pumpe, die das Wasser zu einem Vorratstank im dritten Stock beförderte, der das Wasser über die Schwerkraft zum Wassertank des Haupthauses leitete, um fließendes Wasser bereitzustellen. Das Gebäude wurde 1905 erbaut. Die Wohnung des Chauffeurs befand sich im zweiten Stock des Turms.